# 長尾重武
長尾 重武（ながお しげたけ、1944年4月18日 - ）は、日本の建築史学者、詩人、武蔵野美術大学名誉教授。

## 略歴
東京都出身。1967年東京大学工学部建築学科卒、同大学院博士課程単位取得満期退学。1983年「ヴィニョーラと16世紀イタリア建築 ルネッサンスの住宅構想とオーダー理論について」で工学博士。東北工業大学助教授を経て、武蔵野美術大学教授、学長を務めた。2015年定年、名誉教授となる。専門はイタリア建築史。詩人として『同時代』同人。

## 著書
- 『ミケランジェロのローマ』(建築巡礼) 丸善 1988
- 『ローマ バロックの劇場都市』 (建築巡礼) 丸善 1993 - 各・図版写真 解説
- 『パラディオへの招待』鹿島出版会（SD選書）1994
- 『建築家レオナルド・ダ・ヴィンチ ルネッサンス期の理想都市像』中公新書 1994
- 『建築ガイド 6　東京』丸善 1996
- 『ローマ イメージの中の「永遠の都」』ちくま新書 1997
- 『小さな家の思想　方丈記を建築で読み解く』文春新書 2022
- 『ピラネージ　幻想の建築家』「芸術選書」中央公論美術出版 2024

- 『きみといた朝』思潮社 2000 - 以下は俳句関連
- 『小さな楽園』思潮社 2006
- 『つれづれ日記　五輪の巻』鳥影社 2022

### 共編著
- 『ビジュアル版西洋建築史 デザインとスタイル』 丸善 1996。星和彦と編著代表

石川清, 渡辺道治, 末永航, 羽生修二, 小林克弘, 関和明共著
- 編著『ピラネージ《牢獄》論 描かれた幻想の迷宮』中央公論美術出版 2015

### 翻訳
- ヴィンセント・スカーリー『近代建築』鹿島研究所出版会 (SD選書) 1972
- ヴィンセント・スカーリー『アメリカ住宅論』鹿島出版会 (SD選書) 1978
- ジャコモ・バロッツィ・ダ・ヴィニョーラ『建築の五つのオーダー』編 中央公論美術出版 1984
- ピーター・マレー『ピラネージと古代ローマの壮麗』中央公論美術出版 1990
- ピーター・マレー『イタリア・ルネッサンスの建築』鹿島出版会「SDライブラリー」 1991
- レンツォ・サルヴァドーリ『建築ガイド 1 ローマ』丸善 1991
- 『パラディオ図面集』オッタヴィオ・ベルトッティ・スカモッツィ解説（編訳）中央公論美術出版 1994

## 論文
- <長尾重武